# Pools kampioenschap wielrennen

Poolse kampioenstrui

Het Pools kampioenschap wielrennen op de weg is in de vier onderdelen wegwedstrijd en individuele tijdrit bij zowel de mannen als de vrouwen een jaarlijkse georganiseerde wielerwedstrijd waarin om de nationale titel van Polen wordt gestreden. De winnaar draagt het hele jaar de wit met rode kampioenstrui. Tot 1994 werd het kampioenschap bij de mannen enkel door amateurs verreden.

## Mannen

### Wegwedstrijd

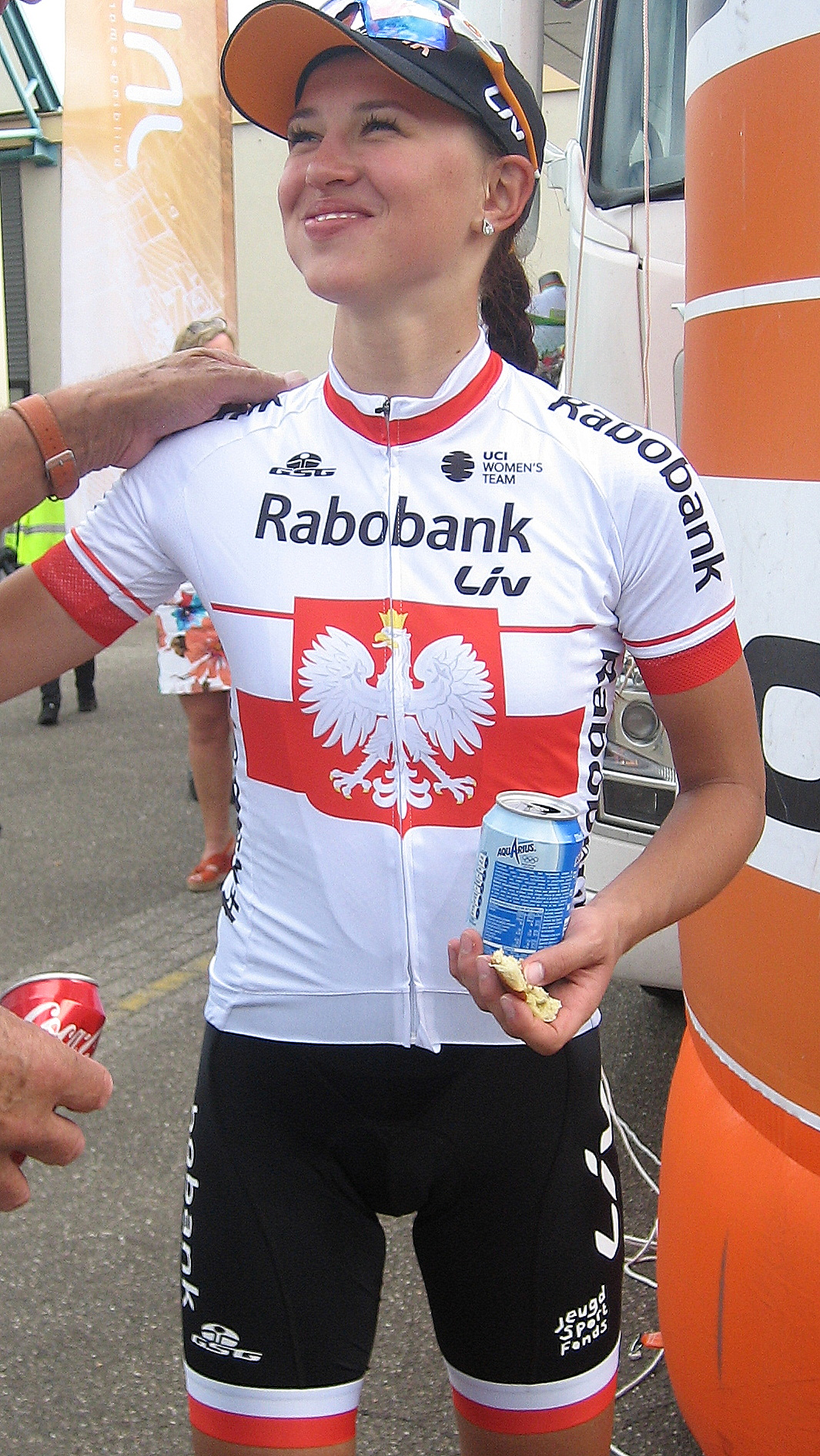
Katarzyna Niewiadoma in 2016

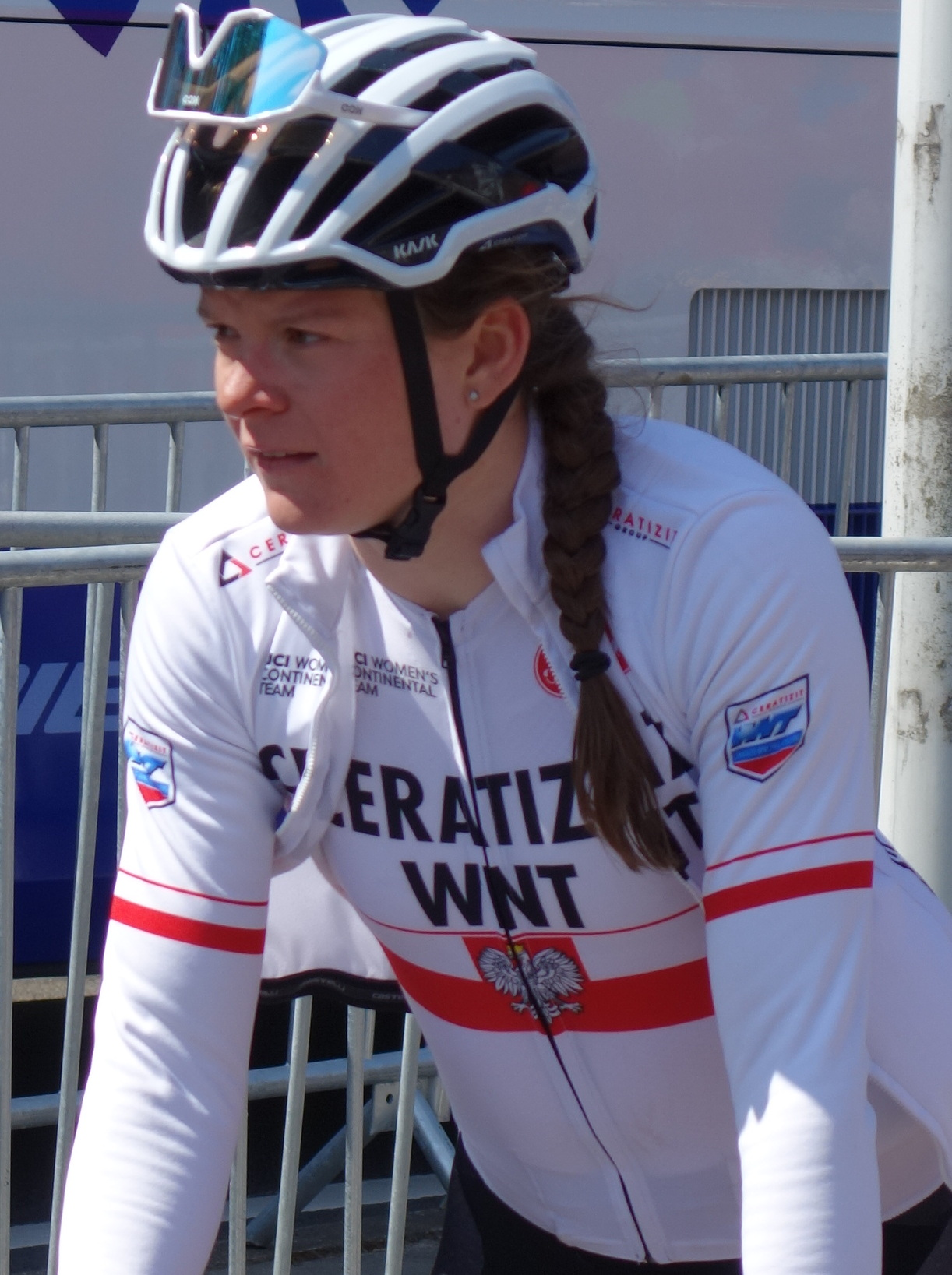
Marta Lach in 2021

#### Amateurs
| Jaar      | Goud                  | Zilver                | Brons                  |
| --------- | --------------------- | --------------------- | ---------------------- |
| 1919      | Franciszek Zawadzki   | Stanisław Gronczewski | Feliks Kubasiński      |
| 1921      | Józef Lange           | Wiktor Hoechsman      | Henryk Chyłko          |
| 1922      | Wiktor Hoechsman      | Feliks Kubasiński     | Jan Łazarski           |
| 1923      | Wiktor Hoechsman      | Henryk Chyłko         | Izydor Stieglitz       |
| 1924      | Wiktor Hoechsman      | Kazimierz Krzemiński  | Marian Blicharski      |
| 1925      | Mieczysław Lange      | Tadeusz Bartodziejski | Oswald Miller          |
| 1926      | Kazimierz Dusiński    | Tadeusz Bartodziejski | Serafin Ziembicki      |
| 1927      | Jerzy Waliński        | Eugeniusz Michalak    | Franciszek Kostrzębski |
| 1928      | Józef Stefański       | Stanisław Kłosowicz   | Julian Popowski        |
| 1929      | Józef Stefański       | Feliks Więcek         | Wacław Kołodziejczyk   |
| 1930      | Józef Stefański       | Antoni Wlokas         | Stanisław Kłosowicz    |
| 1931      | Józef Stefański       | Stanisław Kłosowicz   | Eugeniusz Targoński    |
| 1932      | Stanisław Kłosowicz   | Wilhelm Dłucik        | Mieczysław Narożny     |
| 1933      | Michal Korsak-Zaleski | Feliks Brymas         | Franciszek Kielbasa    |
| 1934      | Wiktor Olecki         | Franciszek Kiełbasa   | Ewald Rurański         |
| 1935      | Boleslaw Napierala    | Wiktor Olecki         | Franciszek Kielbasa    |
| 1936      | Stanisław Zieliński   | Wiktor Olecki         | Jan Kluj               |
| 1937      | Stanisław Wasilewski  | Władysław Wandor      | Józef Ignaczak         |
| 1938      | Józef Kapiak          | Mieczysław Kapiak     | Franciszek Kiełbasa    |
| 1939      | Józef Kapiak          | Stanisław Wasilewski  | Mieczysław Kapiak      |
| 1940-1944 | niet gehouden         | niet gehouden         | niet gehouden          |
| 1945      | Zygmunt Wisniewski    | Waclaw Wójcik         | Jan Kluj               |
| 1946      | Jan Kluj              | Marian Rzeznicki      | Tadeusz Gabrych        |
| 1947      | Boleslaw Napierala    | Waclaw Wójcik         | Kazimierz Banski       |
| 1948      | Lucjan Pietraszewski  | Waclaw Wrzesiński     | Marian Rzeznicki       |
| 1949      | Waclaw Wrzesiński     | Henryk Czyz           | Marian Rzeznicki       |
| 1950      | Waclaw Wójcik         | Teofil Salyga         | Wojciech Krolikowski   |
| 1951      | Jozef Kapiak          | Henryk Czyz           | Waclaw Wójcik          |
| 1952      | Stanisław Krolak      | Teofil Salyga         | Stanisław Swiercz      |
| 1953      | Wladyslaw Klabinski   | Stanisław Krolak      | Mieczysław Wilczewski  |
| 1954      | Tadeusz Drazkowski    | Eligiusz Grabowski    | Stanisław Bedynski     |
| 1955      | Stanisław Krolak      | Henryk Hadasik        | Wladyslaw Klabinski    |
| 1956      | Andrzej Trochanowski  | Waclaw Wrzesiński     | Henryk Lasak           |
| 1957      | Andrzej Trochanowski  | Janusz Paradowski     | Stanisław Bugalski     |
| 1958      | Boguslaw Fornalczyk   | Jerzy Pancek          | Stanisław Krolak       |
| 1959      | Janusz Paradowski     | Jan Chtiej            | Henryk Kowalski        |
| 1960      | Jan Kudra             | Mieczysław Wilczewski | Zygmunt Kaczmarczyk    |
| 1961      | Roman Chtiej          | Stanisław Gazda       | Józef Gawliczek        |
| 1962      | Jan Kudra             | Kazimierz Domański    | Jan Ścibiorek          |
| 1963      | Roman Chtiej          | Adam Gęszka           | Waldemar Słowiński     |
| 1964      | Jan Kudra             | Józef Staroń          | Marian Kegel           |
| 1965      | Józef Staroń          | Marian Forma          | Wojciech Goszczyński   |
| 1966      | Jan Magiera           | Marian Kegel          | Jan Kudra              |
| 1967      | Wojciech Matusiak     | Zenon Czechowski      | Józef Gawliczek        |
| 1968      | Kazimierz Jasiński    | Marian Kegel          | Stanisław Żaczek       |
| 1969      | Ryszard Szurkowski    | Andrzej Kaczmarek     | Zenon Czechowski       |
| 1970      | Zygmunt Hanusik       | Lech Kluj             | Lucjan Lis             |
| 1971      | Edward Barcik         | Stanisław Szozda      | Jan Smyrak             |
| 1972      | Tadeusz Kmiec         | Zbigniew Krzeszowiec  | Zygmunt Hanusik        |
| 1973      | Stanisław Szozda      | Ryszard Szurkowski    | Janusz Kowalski        |
| 1974      | Ryszard Szurkowski    | Stanisław Szozda      | Janusz Kowalski        |
| 1975      | Ryszard Szurkowski    | Wojciech Matusiak     | Stanisław Mikołajczuk  |
| 1976      | Jan Brzeźny           | Mieczysław Nowicki    | Ryszard Szurkowski     |
| 1977      | Tadeusz Zawada        | Florian Andrzejewski  | Stanisław Czaja        |
| 1978      | Ryszard Szurkowski    | Jan Brzeźny           | Jan Jankiewicz         |
| 1979      | Ryszard Szurkowski    | Jan Krawczyk          | Jan Faltyn             |
| 1980      | Janusz Pożak          | Tadeusz Wojtas        | Jan Brzeźny            |
| 1981      | Jan Brzeźny           | Józef Szpakowski      | Jan Majchrowski        |
| 1982      | Lech Piasecki         | Jerzy Świnoga         | Sławomir Podwójniak    |
| 1983      | Andrzej Jaskuła       | Tadeusz Piotrowicz    | Adam Zagajewski        |
| 1984      | Lechoslaw Michalak    | Andrzej Mierzejewski  | Lech Piasecki          |
| 1985      | Andrzej Mierzejewski  | Mieczysław Karłowicz  | Marek Szerszyński      |
| 1986      | Sławomir Krawczyk     | Mieczysław Mazurek    | Roman Rękosiewicz      |
| 1987      | Zdzisław Wrona        | Marian Gołdyn         | Zbigniew Szczepkowski  |
| 1988      | Andrzej Mierzejewski  | Zdzisław Wrona        | Andrzej Sypytkowski    |
| 1989      | Joachim Halupczok     | Zbigniew Albin        | Janusz Domin           |
| 1990      | Czesław Rajch         | Sławomir Krawczyk     | Jacek Mickiewicz       |
| 1991      | Marek Leśniewski      | Jerzy Sikora          | Bogdan Jamiński        |
| 1992      | Czesław Rajch         | Andrzej Sypytkowski   | Zbigniew Piątek        |
| 1993      | Marek Leśniewski      | Dariusz Banaszek      | Artur Lemcio           |
| 1994      | Jacek Mickiewicz      | Paweł Niedźwiecki     | Wojciech Drabik        |

#### Elite

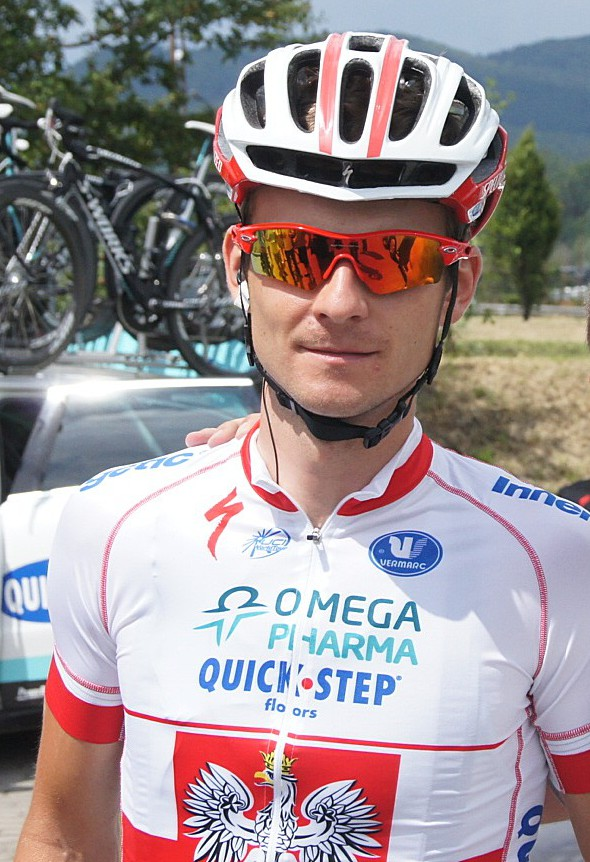
Michał Gołaś in 2012

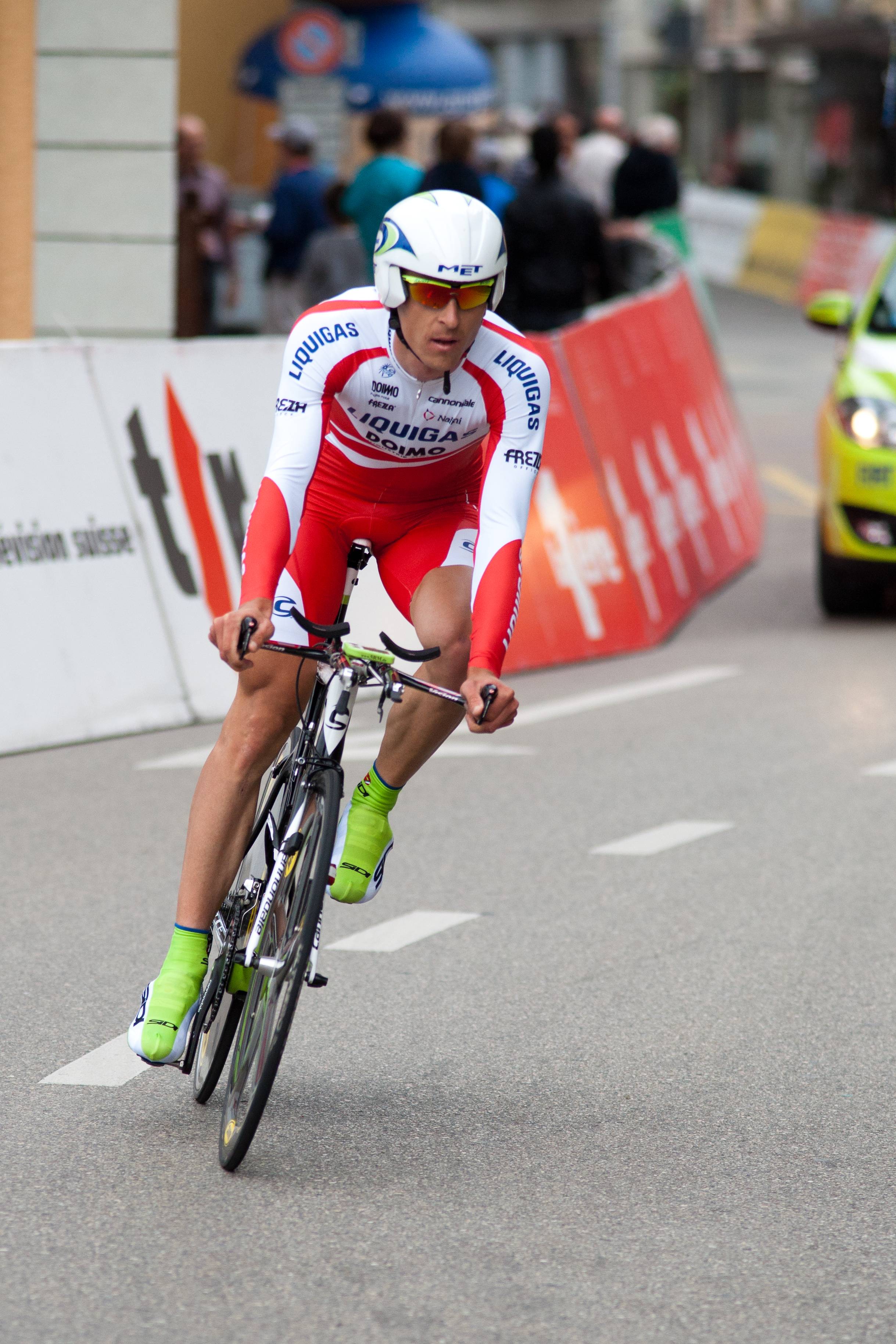
Maciej Bodnar in 2010

| Jaar | Goud                  | Zilver               | Brons                 |
| ---- | --------------------- | -------------------- | --------------------- |
| 1990 | Zenon Jaskuła         | Marek Szerszynski    | Marek Kulas           |
| 1995 | Andrzej Sypytkowski   | Gregorz Rosolinski   | Jacek Mickiewicz      |
| 1996 | Dariusz Wojciechowski | Marek Lesniewski     | Tomasz Kłoczko        |
| 1997 | Piotr Wadecki         | Gregorz Rosolinski   | Artur Krasinski       |
| 1998 | Tomasz Brożyna        | Grzegorz Gwiazdowski | Ceżary Zamana         |
| 1999 | Ceżary Zamana         | Piotr Przydział      | Andrzej Sypytkowski   |
| 2000 | Piotr Wadecki         | Zbigniew Piątek      | Dariusz Wojciechowski |
| 2001 | Radosław Romanik      | Zbigniew Piątek      | Paweł Niedźwiecki     |
| 2002 | Grzegorz Gronkiewicz  | Krzysztof Jeżowski   | Jaroslav Zarebski     |
| 2003 | Piotr Przydział       | Zbigniew Piątek      | Grzegorz Kwiatkowski  |
| 2004 | Marek Wesoły          | Artur Krzeszowiec    | Krzysztof Jeżowski    |
| 2005 | Adam Wadecki          | Marcin Gębka         | Piotr Mazur           |
| 2006 | Mariusz Witecki       | Tomasz Marczyński    | Kazimierz Stafiej     |
| 2007 | Tomasz Marczyński     | Jacek Morajko        | Robert Radosz         |
| 2008 | Marcin Sapa           | Bartłomiej Matysiak  | Maciej Bodnar         |
| 2009 | Krzysztof Jeżowski    | Tomasz Smoleń        | Błażej Janiaczyk      |
| 2010 | Jacek Morajko         | Mariusz Witecki      | Maciej Bodnar         |
| 2011 | Tomasz Marczyński     | Tomasz Smoleń        | Maciej Paterski       |
| 2012 | Michał Gołaś          | Tomasz Smoleń        | Sylwester Janiszewski |
| 2013 | Michał Kwiatkowski    | Adrian Honkisz       | Łukasz Bodnar         |
| 2014 | Bartłomiej Matysiak   | Paweł Franczak       | Michał Podlaski       |
| 2015 | Tomasz Marczyński     | Michał Gołaś         | Paweł Bernas          |
| 2016 | Rafał Majka           | Marek Rutkiewicz     | Sylwester Janiszewski |
| 2017 | Adrian Kurek          | Marek Rutkiewicz     | Emanuel Piaskowy      |
| 2018 | Michał Kwiatkowski    | Maciej Bodnar        | Łukasz Owsian         |
| 2019 | Michał Paluta         | Paweł Cieślik        | Mateusz Taciak        |
| 2020 | Stanisław Aniołkowski | Szymon Sajnok        | Paweł Franczak        |
| 2021 | Maciej Paterski       | Alan Banaszek        | Łukasz Owsian         |
| 2022 | Norbert Banaszek      | Szymon Rekita        | Łukasz Owsian         |
| 2023 | Alan Banaszek         | Filip Maciejuk       | Marcin Budzinski      |
| 2024 | Norbert Banaszek      | Bartosz Rudyk        | Patryk Stosz          |
| 2025 | Rafał Majka           | Paweł Bernas         | Mateusz Gajdulewicz   |

### Tijdrit

#### Amateurs
| Jaar | Goud                 | Zilver               | Brons                 |
| ---- | -------------------- | -------------------- | --------------------- |
| 1970 | Jan Magiera          | Mieczysław Nowicki   | Paweł Kaczorowski     |
| 1971 | Tadeusz Mytnik       | Jan Magiera          | Mieczysław Nowicki    |
| 1972 | Tadeusz Mytnik       | Ryszard Kozieł       | Florian Andrzejewski  |
| 1973 | Tadeusz Mytnik       | Szczepan Klimczak    | Ryszard Szurkowski    |
| 1974 | Tadeusz Mytnik       | Stanisław Babula     | Stanisław Kirpsza     |
| 1975 | Jan Jankiewicz       | Czesław Lang         | Florian Andrzejewski  |
| 1976 | Florian Andrzejewski | Czesław Lang         | Janusz Bieniek        |
| 1977 | Julius Firkowski     | Czesław Lang         | Florian Andrzejewski  |
| 1978 | Tadeusz Mytnik       | Witold Plutecki      | Henryk Santysiak      |
| 1979 | Tadeusz Mytnik       | Jan Raczkowski       | Stanisław Kirpsza     |
| 1980 | Tadeusz Mytnik       | Jan Jankiewicz       | Zbigniew Szczepkowski |
| 1981 | Stefan Janowski      | Czesław Lang         | Jerzy Świnoga         |
| 1982 | Tadeusz Mytnik       | Roman Jaskuła        | Marek Leśniewski      |
| 1983 | Stefan Janowski      | Grzegorz Zieliński   | Marek Leśniewski      |
| 1984 | Lech Piasecki        | Tadeusz Mytnik       | Roman Jaskuła         |
| 1985 | Lech Piasecki        | Zenon Jaskuła        | Paweł Bartkowiak      |
| 1986 | Zenon Jaskuła        | Paweł Bartkowiak     | Andrzej Mierzejewski  |
| 1987 | Zenon Jaskuła        | Andrzej Mierzejewski | Marek Leśniewski      |
| 1988 | Zenon Jaskuła        | Jan Magosz           | Joachim Halupczok     |
| 1989 | Joachim Halupczok    | Jan Magosz           | Zenon Jaskuła         |
| 1990 | Andrzej Barszcz      | Andrzej Maćkowski    | Jan Magosz            |
| 1991 | Marek Lesniewski     | Dariusz Baranowski   | Andrzej Sypytkowski   |
| 1992 | Piotr Chmielewski    | Dariusz Baranowski   | Marek Leśniewski      |
| 1993 | Tomasz Brożyna       | Piotr Chmielewski    | Marek Leśniewski      |
| 1994 | Bernard Bocian       | Tomasz Brożyna       | Krzysztof Szafrański  |

#### Elite
| Jaar | Goud                 | Zilver               | Brons                |
| ---- | -------------------- | -------------------- | -------------------- |
| 1995 | Bernard Bocian       | Krzysztof Szafrański | Tomasz Brożyna       |
| 1996 | Piotr Chmielewski    | Tomasz Brożyna       | Bernard Bocian       |
| 1997 | Dariusz Baranowski   | Paweł Niedźwiecki    | Piotr Chmielewski    |
| 1998 | Piotr Przyzdial      | Bernard Bocian       | Andrzej Sypytkowski  |
| 1999 | Sebastian Wolski     | Sebastian Wolski     | Bernard Bocian       |
| 2000 | Piotr Wadecki        | Marcin Sapa          | Bernard Bocian       |
| 2001 | Piotr Przydział      | Sławomir Kohut       | Krzysztof Szafranski |
| 2002 | Krzysztof Szafranski | Wojciech Pawlak      | Marcin Sapa          |
| 2003 | Tomasz Lisowicz      | Pawel Zugaj          | Sławomir Kohut       |
| 2004 | Sławomir Kohut       | Krzysztof Ciesielski | Dawid Krupa          |
| 2005 | Piotr Mazur          | Bartosz Huzarski     | Jarosław Rębiewski   |
| 2006 | Piotr Mazur          | Łukasz Bodnar        | Jarosław Rębiewski   |
| 2007 | Łukasz Bodnar        | Jarosław Rębiewski   | Mateusz Taciak       |
| 2008 | Łukasz Bodnar        | Maciej Bodnar        | Mateusz Taciak       |
| 2009 | Maciej Bodnar        | Bartosz Huzarski     | Mateusz Taciak       |
| 2010 | Jarosław Marycz      | Maciej Bodnar        | Marcin Sapa          |
| 2011 | Tomasz Marczyński    | Maciej Bodnar        | Wojciech Ziolkowski  |
| 2012 | Maciej Bodnar        | Michał Kwiatkowski   | Łukasz Bodnar        |
| 2013 | Maciej Bodnar        | Michał Kwiatkowski   | Mateusz Taciak       |
| 2014 | Michał Kwiatkowski   | Maciej Bodnar        | Mateusz Taciak       |
| 2015 | Marcin Białobłocki   | Kamil Gradek         | Bartosz Huzarski     |
| 2016 | Maciej Bodnar        | Marcin Białobłocki   | Mateusz Taciak       |
| 2017 | Michał Kwiatkowski   | Marcin Białobłocki   | Maciej Bodnar        |
| 2018 | Maciej Bodnar        | Marcin Białobłocki   | Michał Kwiatkowski   |
| 2019 | Maciej Bodnar        | Kamil Gradek         | Marcin Białobłocki   |
| 2020 | Kamil Gradek         | Maciej Bodnar        | Łukasz Wiśniowski    |
| 2021 | Maciej Bodnar        | Filip Maciejuk       | Łukasz Wiśniowski    |
| 2022 | Maciej Bodnar        | Kamil Gradek         | Szymon Rekita        |
| 2023 | Michał Kwiatkowski   | Maciej Bodnar        | Kamil Gradek         |
| 2024 | Filip Maciejuk       | Kamil Gradek         | Szymon Sajnok        |
| 2025 | Filip Maciejuk       | Kamil Małecki        | Piotr Pękala         |

## Vrouwen

### Wegwedstrijd
| Jaar | Goud                  | Zilver                  | Brons                      |
| ---- | --------------------- | ----------------------- | -------------------------- |
| 1957 | Anna Dydak            | Zofia Adamiak           | Jadwiga Czarkowska         |
| 1958 | Wanda Jankowska       | Irena Waligóra          | Danuta Zimoch              |
| 1959 | Wanda Jankowska       | Maria Fąfrowicz         | Henryka Laskus             |
| 1960 | Henryka Gryczuk       | Elżbieta Wycisk         | Danuta Tarnachowicz        |
| 1961 | Jadwiga Czarkowska    | Anna Sidwa              |                            |
| 1962 | Irena Waligóra        | Helena Olech            | Danuta Tarnachowicz        |
| 1963 | Henryka Gryczuk       |                         |                            |
| 1964 | Henryka Gryczuk       | Maria Sidwa             |                            |
| 1965 | Henryka Laskus        | Maria Sidwa             |                            |
| 1966 | Jolanta Masłoń        |                         |                            |
| 1967 | Maria Maszczyk        |                         |                            |
|      |                       |                         |                            |
| 1984 | Małgorzata Sandej     | Beata Bielas            | Grażyna Stecka             |
| 1986 | Anna Gnetner          | Justyna Michalak        | Małgorzata Jędrzejewska    |
| 1987 | Bogumiła Matusiak     |                         |                            |
| 1988 | Małgorzata Sandej     | Justyna Michalak        | Bogumiła Matusiak          |
| 1989 | Anna Gnetner          |                         |                            |
| 1990 | Agnieszka Godras      | Małgorzata Jędrzejewska | Bogumiła Matusiak          |
| 1991 | Agnieszka Godras      | Małgorzata Jędrzejewska | Urszula Milewska           |
| 1992 | Agnieszka Godras      | Małgorzata Jędrzejewska | Bogumiła Matusiak          |
| 1993 | Bogumiła Matusiak     | Agnieszka Godras        | Małgorzata Jędrzejewska    |
| 1994 | Agnieszka Godras      | Bogumiła Matusiak       | Małgorzata Jędrzejewska    |
| 1995 | Bogumiła Matusiak     | Małgorzata Jędrzejewska | Agnieszka Godras           |
| 1996 | Agnieszka Wiesniewska | Monika Kotek            | Bogumiła Matusiak          |
| 1997 | Bogumiła Matusiak     | Malgorzata Sandej       | Dorota Czynszak            |
| 1998 | Bogumiła Matusiak     | Monika Kotek            | Paulina Brzeźna            |
| 1999 | Bogumiła Matusiak     | Anna Skawinska          | Paulina Brzeźna            |
| 2000 | Bogumiła Matusiak     | Monika Tyburska         | Małgorzata Wysocka         |
| 2001 | Bogumiła Matusiak     | Anna Skawinska          | Paulina Brzeźna            |
| 2002 | Bogumiła Matusiak     | Monika Tyburska         | Paulina Brzeźna            |
| 2003 | Bogumiła Matusiak     | Paulina Brzeźna         | Małgorzata Wysocka         |
| 2004 | Bogumiła Matusiak     | Paulina Brzeźna         | Magdalena Zamolska         |
| 2005 | Paulina Brzeźna       | Bartosz Huzarski        | Maja Włoszczowska          |
| 2006 | Maja Włoszczowska     | Paulina Brzeźna         | Anna Szafraniec            |
| 2007 | Maja Włoszczowska     | Aleksandra Wnuczek      | Anna Harkowska             |
| 2008 | Paulina Brzeźna       | Małgorzata Jasińska     | Anna Harkowska             |
| 2009 | Małgorzata Jasińska   | Edyta Jasińska          | Paulina Brzeźna            |
| 2010 | Małgorzata Jasińska   | Maja Włoszczowska       | Aleksandra Dawidowicz      |
| 2011 | Anna Szafraniec       | Paulina Brzeźna         | Maja Włoszczowska          |
| 2012 | Katarzyna Pawłowska   | Paulina Brzeźna         | Małgorzata Jasińska        |
| 2013 | Eugenia Bujak         | Paulina Brzeźna         | Katarzyna Pawłowska        |
| 2014 | Paulina Guz           | Monika Brzeźna          | Monika Żur                 |
| 2015 | Małgorzata Jasińska   | Katarzyna Wilkos        | Paulina Brzeźna-Bentkowska |
| 2016 | Katarzyna Niewiadoma  | Anna Plichta            | Małgorzata Jasińska        |
| 2017 | Karolina Karasiewicz  | Monika Brzezna          | Anna Plichta               |
| 2018 | Małgorzata Jasińska   | Nikol Płosaj            | Daria Pikulik              |
| 2019 | Lucja Pietrzak        | Agnieszka Skalniak      | Marta Lach                 |
| 2020 | Marta Lach            | Katarzyna Wilkos        | Lucja Pietrzak             |
| 2021 | Karolina Karasiewicz  | Daria Pikulik           | Dominika Wlodarczyk        |
| 2022 | Wiktoria Pikulik      | Dorota Przezak          | Daria Pikulik              |
| 2023 | Monika Brzezna        | Karolina Perekitko      | Zuzanna Chylińska          |
| 2024 | Dominika Wlodarczyk   | Marta Jaskulska         | Zuzanna Chylińska          |
| 2025 | Katarzyna Niewiadoma  | Dominika Wlodarczyk     | Agnieszka Skalniak-Sójka   |

### Tijdrit
| Jaar | Goud                     | Zilver                  | Brons                    |
| ---- | ------------------------ | ----------------------- | ------------------------ |
| 1984 | Anna Gretner             |                         |                          |
| 1988 | Bogumiła Matusiak        | Małgorzata Jędrzejewska | Małgorzata Sandej        |
| 1990 | Marlena Ratusz           |                         |                          |
| 1991 | Dorota Warczyk           |                         |                          |
| 1993 | Małgorzata Jędrzejewska  | Agnieszka Godras        | Katarzyna Wróbel         |
| 1994 | Bogumiła Matysiak        | Małgorzata Jędrzejewska | Katarzyna Wróbel         |
| 1995 | Bogumiła Matysiak        | Agnieszka Godras        | Małgorzata Jędrzejewska  |
| 1996 | Bogumiła Matysiak        | Agnieszka Godras        | Monika Kotek             |
| 1997 | Dorota Czynszak          | Bogumiła Matusiak       | Monika Kotek             |
| 1998 | Dorota Czynszak          | Bogumiła Matusiak       | Monika Kotek             |
| 1999 | Bogumiła Matusiak        | Monika Tyburska         | Anna Skawinska           |
| 2000 | Monika Tyburska          | Bogumiła Matusiak       | Małgorzata Wysocka       |
| 2001 | Bogumiła Matusiak        | Anna Skawinska          | Monika Tyburska          |
| 2002 | Bogumiła Matusiak        | Joanna Ignasiak         | Monika Tyburska          |
| 2003 | Joanna Ignasiak          | Anna Skawinska          | Paulina Brzeźna          |
| 2004 | Małgorzata Wysocka       | Bogumiła Matusiak       | Joanna Ignasiak          |
| 2005 | Bogumiła Matusiak        | Anna Skawinska          | Magdalena Zamolska       |
| 2006 | Maja Włoszczowska        | Magdalena Zamolska      | Paulina Brzeźna          |
| 2007 | Joanna Ignasiak          | Magdalena Zamolska      | Bogumiła Matusiak        |
| 2008 | Bogumiła Matusiak        | Paulina Brzeźna         | Anna Harkowska           |
| 2009 | Bogumiła Matusiak        | Paulina Brzeźna         | Katarzyna Pawłowska      |
| 2010 | Maja Włoszczowska        | Paulina Brzeźna         | Eugenia Bujak            |
| 2011 | Maja Włoszczowska        | Eugenia Bujak           | Anna Harkowska           |
| 2012 | Martyna Klekot           | Paula Gorycka           | Eugenia Bujak            |
| 2013 | Katarzyna Pawłowska      | Eugenia Bujak           | Paulina Brzeźna          |
| 2014 | Eugenia Bujak            | Katarzyna Pawłowska     | Katarzyna Niewiadoma     |
| 2015 | Eugenia Bujak            | Katarzyna Niewiadoma    | Katarzyna Pawłowska      |
| 2016 | Katarzyna Niewiadoma     | Katarzyna Pawłowska     | Małgorzata Jasińska      |
| 2017 | Katarzyna Pawłowska      | Alicja Ratajczak        | Agnieszka Skalniak       |
| 2018 | Małgorzata Jasińska      | Katarzyna Pawłowska     | Katarzyna Wilkos         |
| 2019 | Anna Plichta             | Małgorzata Jasińska     | Aurela Nerlo             |
| 2020 | Anna Plichta             | Marta Jaskulska         | Karolina Kumięga         |
| 2021 | Karolina Karasiewicz     | Aurela Nerlo            | Marta Jaskulska          |
| 2022 | Agnieszka Skalniak       | Marta Lach              | Marta Jaskulska          |
| 2023 | Agnieszka Skalniak       | Marta Lach              | Marta Jaskulska          |
| 2024 | Marta Jaskulska          | Marta Lach              | Agnieszka Skalniak-Sójka |
| 2025 | Agnieszka Skalniak-Sójka | Katarzyna Niewiadoma    | Marta Jaskulska          |